# Tom Meeuws
Tom Meeuws (Roeselare, 24 mei 1970) is een Belgisch pedagoog, ondernemer en voormalig politicus voor Vooruit.

## Biografie
Meeuws volgde een lerarenopleiding tot 1991 in het Sint-Thomasinstituut te Brussel. Tussen 1991 en 1995 studeerde hij sociale pedagogiek aan de Katholieke Universiteit Leuven. 
Hij ging aan de slag bij Arbeid & Milieu als beleidsmedewerker. In 1999 ging hij aan de slag bij Stad Antwerpen, eerst als medewerker voor het arbeidsbeleid, dan vanaf 2001 als kabinetschef voor Chantal Pauwels (Agalev/Groen!), schepen voor Samenlevingsopbouw en Sport, vanaf 2004 als directeur integrale veiligheid en vanaf 2009 als directeur "Samen Leven". Tussen 2013 en 2015 was hij directeur van het gebied Antwerpen voor De Lijn. In onderlinge overeenkomst werd zijn contract bij De Lijn opgegeven, nadat hij vanuit zijn positie een budget had goedgekeurd waarvoor hij eerst toestemming van hogerhand moest hebben. In 2015 richtte hij een eigen zaak op (Doe Doe Klopgeest) en in 2016 werd hij voorzitter van sp.a Antwerpen.
Op 16 januari 2018 besloot hij een stap opzij te zetten voor de lijst Samen – een kartel van Groen, sp.a en onafhankelijke progressieven – nadat de beroepsfout met facturen bij De Lijn aan het licht kwam. Zijn ontslag werd echter geweigerd door het partijbestuur. Dit was de aanleiding voor Groen om de stekker uit 'Samen' te trekken. Meeuws ontkende kort erna dat er gesjoemeld werd met geld, maar dat de ontbinding van zijn contract onder druk gebeurde van De Lijn-voorzitter en N-VA'er Marc Descheemaecker, terwijl daarvoor normaal hooguit een blaam zou volgen. Het bedrag waarvoor hij onterecht goedkeuring had gegeven, was immers naar eigen zeggen volgens de regels gebudgetteerd. Het was nog onduidelijk of de wet op de overheidsopdrachten overschreden werd door een opdracht van 664.000 euro voor de organisatie van de feestelijkheden rond de opening van een metrokoker van de Reuzenpijp in Borgerhout toe te wijzen aan vzw De Roma zonder openbare aanbesteding.
Begin februari 2018 deed De Lijn bij het Antwerpse parket melding voor mogelijk strafbare inbreuken, gepleegd door Meeuws. Het parket bevestigde in maart dat het de zaak zal onderzoeken. Op 29 maart 2018 verscheen een artikel in het weekblad Knack waarin werd vermeld dat Meeuws en Liesbeth Homans (N-VA) een tijdlang een relatie hadden gehad. Deze relatie zou volgens Knack aan de basis liggen van een politieke afrekening. Homans ontkende elke betrokkenheid. Volgens Marc Descheemaecker gaat het onderzoek niet alleen over de feiten hierboven, maar werden meerdere ernstige feiten vastgesteld.
In oktober 2019 besloot het parket om Meeuws buiten vervolging te stellen voor de klacht rond de openbare aanbesteding bij De Lijn.
Bij de verkiezingen van 2018 werd hij verkozen als lid van de Antwerpse gemeenteraad. De sp.a trad toe tot het bestuur en Meeuws werd schepen bevoegd voor sociale zaken, armoedebestrijding, samenlevingsopbouw, gelijke kansen, sociale economie, leefmilieu en erediensten. In september 2019 nam Karim Bachar - die de nog vrije, derde schepenpost voor sp.a ging invullen - Meeuws' bevoegdheden van integratie en gelijke kansen over.
Op 11 februari 2024 kondigde hij zijn vertrek uit het stadsbestuur en politiek aan. Naar eigen zeggen was hij moe en "het ook een beetje moe". Zijn opvolgster is vanaf 26 februari op de  eerst volgende gemeenteraad Tatjana Scheck. Na zijn vertrek werd hem verweten dat hij zich bezondigde aan racistische uitspraken tegenover N-VA-schepen Nabila Ait Daoud. Partijgenoot en schepen Jinnih Beels was een van de mensen die hem dit verweet, maar enkele lokale kopstukken bleven achter Meeuws staan, waarna Beels' eigen positie ter discussie kwam te staan.
Na zijn vertrek uit de politiek ging Tom Meeuws aan de slag als manager public affairs Vlaanderen bij Luminus. Die functie is niet combineerbaar met een politiek mandaat, waardoor een door sommigen gehoopte terugkeer naar de Antwerpse politiek uitgesloten werd.